# Renato Zanelli
Renato Zanelli, nato Zanelli Morales (Valparaíso, 1º aprile 1892 – Santiago del Cile, 25 marzo 1935), è stato un baritono e tenore cileno, fratello del baritono Carlo Morelli.

## Biografia
Nato in Cile da padre italiano e madre cilena, studiò tra Svizzera e Italia. Tornato in patria per lavorare nella fabbrica di salnitro del padre, venne notato durante una festa dal tenore italiano Angelo Querzé, che lo formò per tre anni come baritono. Con questo registro vocale debuttò in patria nel settembre 1916 come Valentin in Faust.
L'anno seguente cantò a Montevideo come Tonio in Pagliacci e come Conte di Luna ne Il trovatore, ruoli che ricoprì nel settembre dello stesso anno anche a Santiago.
Nel 1918 si recò a New York, ove un amico del suo maestro, il basso spagnolo Andrés Perelló de Segurola, gli organizzò un'audizione presso il general manager del Metropolitan Opera House, Giulio Gatti Casazza. L'audizione fu un successo, cosicché egli debuttò al Met nel 1919, rimanendo nella metropoli statunitense sino al 1923.
Successivamente si recò in Italia per continuare gli studi con Dante Lari e Fernando Tanara, passando al registro di tenore. Nella nuova veste debuttò al San Carlo di Napoli come Raoul ne Gli ugonotti, proseguendo la carriera tra Italia e Sudamerica. Interpretò a Torino per la prima volta l'Otello verdiano nel 1926, ruolo con cui debuttò poi alla Royal Opera House di Londra e che gli diede maggiormente notorietà. Il 29 aprile 1930 cantò nella prima de Lo straniero di Ildebrando Pizzetti al Teatro dell'Opera di Roma.
Morì il 25 marzo 1935 per un cancro ai reni.